# Hammurabi
Hammurabi (phiên âm tiếng Akkad từ tiếng Amorite ˤAmmurāpi; 1810 trước Công nguyên - 1750 trước Công nguyên) là vị vua thứ sáu của Babylon. Ông là vua đầu tiên của Đế quốc Babylon, dưới sự chỉ huy của ông, Babylon đã bành trướng quyền kiểm soát ra toàn vùng Lưỡng Hà sau hàng loạt chiến thắng trong các cuộc chiến với các vương quốc láng giềng. Dù cho vào giai đoạn Hammurabi mất, đế quốc Babylon vẫn kiểm soát được toàn bộ vùng Lưỡng Hà. Tuy nhiên, những người kế nhiệm ông đã không thể duy trì được đế chế Babylon sau đó.
Hammurabi được biết đến với việc lập nên một đạo luật gọi là bộ luật Hammurabi, một trong những đạo luật đầu tiên được ghi lại trong lịch sử. Những đạo luật này được viết trên một phiến đá cao 6 feet được tìm thấy năm 1909. Ở thời hiện đại, Hammurabi được biết đến như một nhà làm luật thời cổ đại, bức chân dung của ông được treo ở rất nhiều tòa nhà chính quyền trên thế giới.

## Lịch sử
Hammurabi đã là nhà vua đầu tiên của thị quốc Babylon, thừa hưởng quyền lực từ cha của mình, Sin-Muballit, trong khoảng năm 1792 TCN. Babylon là một trong rất nhiều những thị quốc cổ đại thuộc khu vực Lưỡng Hà tiến hành chiến tranh với nhau để kiểm soát khu vực sản xuất nông nghiệp phì nhiêu này. Mặc dù nhiều nền văn hóa đã cùng tồn tại ở khu vực Lưỡng Hà nhưng văn minh Babylon đã chiếm một vị trí nổi bật ở khu vực Trung Đông. Các tiên vương của Hammurabi đã bắt đầu hợp nhất quyền cai trị ở trung tâm Lưỡng Hà dưới quyền bá chủ của người Babylon, tới thời gian trị vì của ông đã chinh phục các thành phố, tiểu bang của Borsippa, Kish, và Sippar. Dẫu vậy khi Hammurabi lên ngôi, như là vua của một vương quốc nhỏ ở giữa một tình hình chính trị phức tạp. Vương quốc hùng mạnh Eshnunna kiểm soát vùng thượng sông Tigris trong khi Larsa kiểm soát vùng đồng bằng sông. Về phía đông là vương quốc của người Elam. Về phía bắc, Shamshi-Adad I đã tiến hành mở rộng chiến tranh bành trướng., nhưng cái chết của ông đã chấm dứt những cuộc chinh phục của đế chế Semitic không hợp thời này
Vài thập niên đầu tiên của triều đại của Hammurabi là tương đối yên bình. Hammurabi đã sử dụng quyền hành của mình để xây dựng một loạt các công trình công cộng, bao gồm cả việc nâng cao các bức tường thành phố để phòng thủ, và mở rộng ngôi đền. Năm 1801 TCN, vương quốc hùng mạnh của Elam, nắm giữ con đường giao thương quan trọng qua dãy núi Zagros, xâm chiếm vùng đồng bằng Lưỡng Hà. Với việc liên minh với các tiểu bang đồng bằng, Elam tấn công và tiêu diệt đế chế Eshnunna, phá hủy một số thành phố và áp dụng luật lệ của mình đối với khu vực đồng bằng lần đầu tiên. Để củng cố vị thế của mình, Elam đã cố gắng để gây ra một cuộc chiến tranh giữa vương quốc Babylon của Hammurabi và vương quốc Larsa. Hammurabi và vua của Larsa đã thiết lập một liên minh khi họ nhận ra rằng khó có thể đương đầu với sức mạnh của người Elam, mặc dù Larsa đã không đóng góp nhiều cho sự nỗ lực quân sự. Hammurabi đã hướng sự chú ý của mình vào miền nam do đó đã kiểm soát được khu vực này vào khoảng 1763 TCN.
Vì Hammurabi được hỗ trợ trong chiến tranh ở miền Nam bởi đồng minh của ông từ miền Bắc, sự vắng mặt của binh lính ở miền Bắc dẫn đến tình trạng bất ổn. Tiếp tục sự bành trướng của mình, Hammurabi chuyển sự chú ý của mình về phía bắc, dẹp yên tình trạng bất ổn và chẳng bao lâu sau khi nghiền nát Eshnunna Tiếp theo, quân đội Babylon chinh phục các bang phía Bắc còn lại, bao gồm cả cựu đồng minh của Babylon, Mari, mặc dù có thể cuộc "chinh phục" Mari là một sự đầu hàng mà không có bất kỳ cuộc xung đột thực tế trong chỉ một vài năm, Hammurabi đã thành công trong việc thống nhất tất cả Mesopotamia nằm dưới sự cai trị của mình. Trong số các thành phố lớn ở khu vực, chỉ Aleppo và Qatna về phía tây ở Syria vẫn duy trì nên độc lập của họ. Tuy nhiên, một trong những tấm bia của Hammurabi đã được tìm thấy xa về phía bắc tận Diyarbekir, nơi ông tuyên bố danh hiệu "Vua của người Amorite".